# Middelfart
Middelfart är en tätort och stad som utgör centralort i Middelfarts kommun i Region Syddanmark i sydöstra Danmark. Tätorten har 16 528 invånare (2024). Middelfart ligger på ön Fyn, cirka 7,5 kilometer söder om Fredericia och cirka 42 kilometer nordväst om Odense.
Ortens gamla namn Melfar betyder "farvattnet man reser emellan" eller "den mellersta överfarten", och syftar därmed till färjetrafiken mellan Jylland och Fyn, som historiskt haft stor betydelse för staden. Färjetrafiken har under 1900-talet ersatts med den gamla Lilla Bältbron och den nyare med samma namn, vid Lilla Bälts smalaste plats.

## Etymologi
Middelfart var känt som Mæthlæfar år 1231 och från och med 1301 som Medelfart. Mæthlæ är äldre danska med betydelsen "den mellersta" och far betydde "väg, överfartsled". Tillsammans bildar orden alltså betydelsen "den mellersta vägen" eller "mellanvägen". Namnet anspelar därmed på stadens belägenhet mellan överfartsorterna Bogense och Assens, som var belägna nordöst respektive sydöst om Middelfart.

## Historia
Middelfart nämns för första gången i Kong Valdemars Jordebog 1231, men det har funnits permanent bebyggelse på platsen sedan 900-talet. Området var redan då viktigt ur trafiksynpunkt då sundet mellan Middelfart och Snoghøj på Jylland utgjorde den kortaste övergången över Lilla Bält. Den blev av allt större betydelse under 1200-talet, främst på grund av de intensifierade förbindelserna mellan Ribe och Köpenhamn. Middelfart tilldelades status som köpstad av kung Erik Klipping 1287-1289 och fick samma privilegier som grannstäderna Assens och Odense 1496 av kung Hans. År 1510 fick stadens borgare ytterligare privilegier då de tilläts att transportera säd och andra varor till Ribe.
Staden var fram till 1872 centrum för färjetrafiken över bältet, då denna övertogs av färjelinjen Strib-Fredericia som togs i bruk. Utöver färjetrafiken var fiske (främst av tumlare) och boskapsexport av betydelse för staden under medeltiden. Av betydelse var även Middelfarts status som en av Fyns fem tullstäder under 1500-talet, vilket bidrog till boskapsexporten och stadens välstånd.
Staden drabbades hårt av det danska inbördeskriget (Grevefejden) 1534-1536, då staden blev nedbränd, samt av de därpå följande krigen mot Sverige 1657-1660. Staden förlorade sin rätt att bedriva utrikeshandel och utsattes för hård konkurrens av den nyanlagda staden Fredericia på andra sidan Lilla Bält, som alltmer övertog Middelfarts färjetrafik. Även tullbefogenheterna överfördes till Fredericia och under 1700-talet hade Middelfart (som hade ensamrätt på överfartstrafiken) problem med olagliga transporter över sundet, vilka företogs av de lokala fiskarna. Under 1700- och 1800-talen minskade även fiskenäringen i betydelse, vilket förvärrade situationen. Under 1800-talet fick staden en ekonomisk uppgång. I krigen mot Tyskland 1848 och 1864 var staden en viktig bastion i försvaret av Fyn och blev bombarderat från Jylland av tyska kanoner.

## Näringsliv
Då jordbruket fick ett uppsving och staden fick en egentlig hamn 1836 ökade handeln i staden. Under 1800-talets första hälft hade staden en blomstrande textilindustri och efter 1890 etablerades järngjuteriet Hess & Søns Jernstøberi och en filial av Nordiske Kabel- og Traadfabriker, vilka kom att dominera stadens industriproduktion under 1900-talets början. Utöver dessa hade det under 1800-talet etablerats flera mindre industriverksamheter i staden. Öppnandet av järnvägen mellan Middelfart och Nyborg var också av betydelse då kommunikationerna med övriga Fyn förbättrades. Under 1900-talet utvecklades Middelfart till en ganska betydelsefull industristad och återfick sin roll som knutpunkt för trafiken mellan Fyn och Jylland då den första Lilla Bältbron öppnades 1935. Detta, tillsammans med utvidgandet av hamnen, var av stor betydelse för stadens näringsliv.

## Kultur och sevärdheter

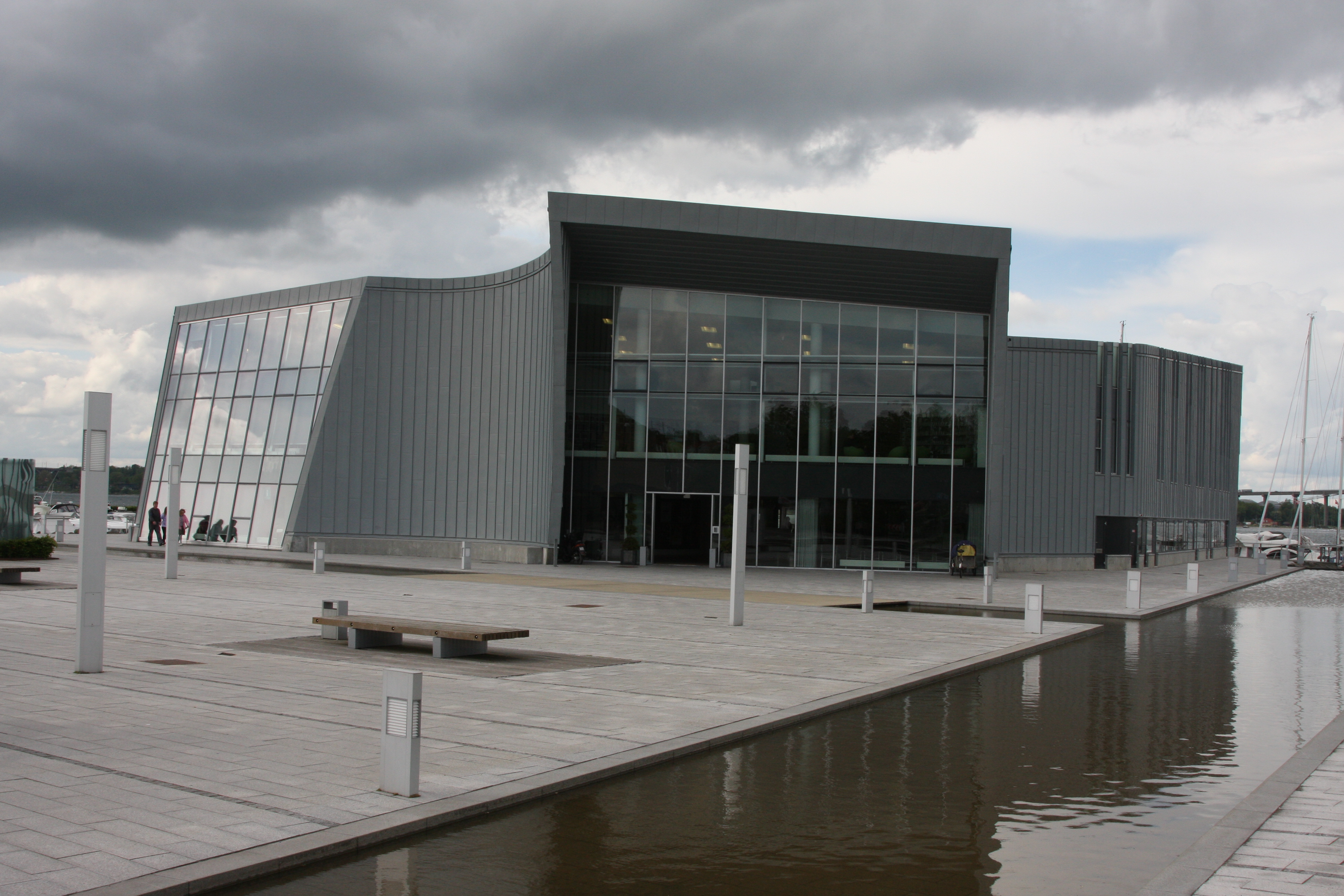
Kulturøen.

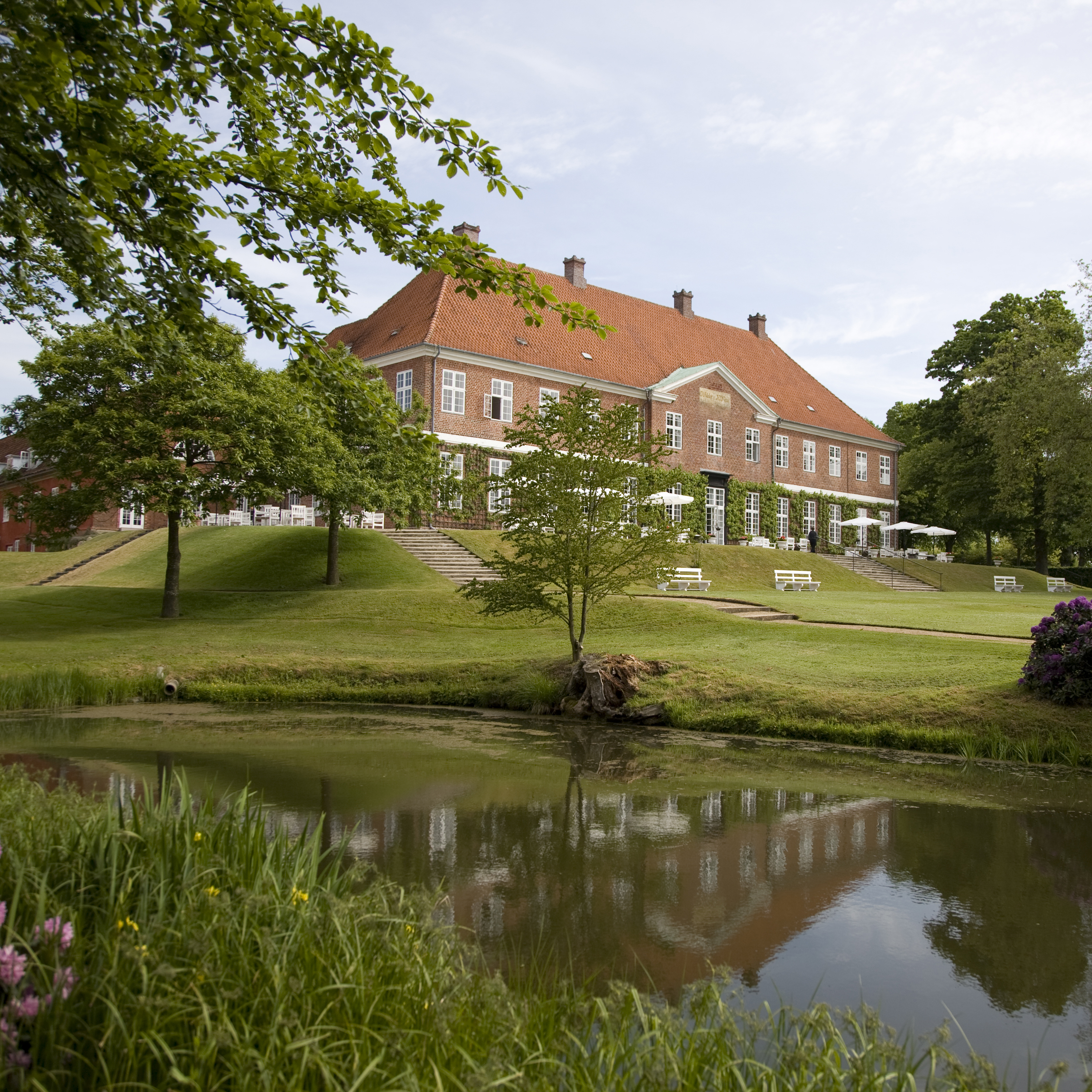
Hindsgavls slott.

Middelfarts kulturhus, Kulturøen, öppnade i augusti 2005, på en konstgjord ö i Middelfarts hamn i Lilla Bält. Här finns ortens bibliotek, turistinformation, biograf och konsertscen. Husets panoramafönster har utsikt över de två broarna över Lilla Bält.
Middelfart Museum har dels lokalhistoriska utställningar om Middelfarts historia från 1500-talet till nutid och dels en psykiatrihistorisk utställning om det nedlagda psykiatriska sjukhuset i Teglgårdsparken. Clay Keramikmuseum Danmark visar keramikkonst, konsthantverk och design, bland annat med stora samlingar från Royal Copenhagen.
Sedan 2015 finns möjlighet till bridgewalking på gamla Lilla Bältbrons stålkonstruktion, där man kan vandra på 20 meters höjd över vägbanan och 60 meters höjd över vattnet.
Golfklubben Lillebælt ligger vid Fænøsund.
Varje år hålls den andra lördagen i juni endagsfestivalen Rock under Broen på grönytan under nya Lilla Bältbron. Antalet besökare uppgår till omkring 20 000 årligen.
Utanför Middelfart ligger Hindsgavls slott, på Fyns västra udde. I närheten av det nuvarande 1700-talsslottet ligger ruinerna av den medeltida borgen Hindsgavl. Naturparken Hindsgavl Dyrehave har sedan 2009, då 60 rådjur sattes ut i parken, planer på att hålla upp till 500 rådjur här.

## Vänorter
- Barmstedt, Tyskland
- Habo, Sverige
- Korsholm, Finland
- Mandal, Norge
- Oskarshamn, Sverige

## Kända personer
- Otto Gelsted
- Lonnie Kjer
- Mads Jensen Medelfar
- Hans Christian Tscherning
- Christian Eriksen